# Euphorbia trichocardia
Euphorbia trichocardia là một loài thực vật có hoa trong họ Đại kích. Loài này được L.B.Sm. mô tả khoa học đầu tiên năm 1936.